# 不自由的世界
《不自由的世界》是日本女性漫畫家Kodama Naoko所繪的百合類型日本漫畫，發表於一迅社《Comic百合姬》。

## 登場人物
柿崎茗子
外表可愛的少女。數年前在社團活動由於被推倒，造成腳受傷，那時常常請禮央陪伴她一起回家，後來剛好在某一天，禮央為了去回復學長的告白而沒有陪茗子一起回家，在那天茗子被強姦犯侵犯了，之後性情大變時常與一些不三不四的男性一起出去玩，運用「這一切都是禮央的錯」情緒勒索禮央，要求禮央成為他的奴隸，常以各種理由將禮央留在身邊。過去曾因為外型可愛，而受到多數男生的追求，很多女生因此認定茗子是在對男生們送秋波（事實上並未如此），進而霸凌茗子，在被霸凌的過程中，由於禮央出手相救，而彼此熟識。內心十分喜歡禮央，但由於是同性，不敢表明，想佔有禮央，把禮央留在身邊陪伴她，是個很怕寂寞的人。
安東禮央
打扮猶如少年的少女。當年茗子被霸凌時對茗子伸出援手，成為茗子最好的朋友。認為茗子被強姦，都是因為她在那天拋棄了茗子不顧，去回復學長的告白所造成的，願意成為茗子的奴隸，後被高瀬提醒，認為再這樣下去不行，人生還有想完成的事情，便不再對茗子言聽計從，直到後來她發現，這樣沒有茗子的生活，似乎並不是她想要的，等到她正視到茗子對她很重要，想回去追尋茗子時，茗子已經離開了。
高瀨
禮央的研究所同學，由於小時候遇過色狼，所以很怕男性，被禮央不經意的溫柔感動，喜歡上禮央。曾在街上遇到被禮央拒絕而自暴自棄快被人帶走的茗子，經由一巴掌把茗子打醒，也讓茗子有勇氣正視自己內心喜歡禮央的事實。

## 出版書籍
| 集數   | 一迅社         | 一迅社                 | 東立出版社    | 東立出版社             |
| 集數   | 發售日期       | ISBN                   | 發售日期      | ISBN                   |
| ------ | -------------- | ---------------------- | ------------- | ---------------------- |
| 全     | 2012年12月17日 | ISBN 978-4-75-807218-2 | 2014年9月25日 | ISBN 978-986-365-522-0 |
| 完全版 | 2016年2月18日  | ISBN 978-4-75-807522-0 |               |                        |

### 出版資訊
1. ↑  .   [2020-09-20]. （原始内容存档于2018-07-16）.
2. ↑  .   [2020-09-20].[]
3. ↑  .   [2020-09-20].

## 外部連結
- 一迅社WEB | 官網（页面存档备份，存于）（日語）
- 一迅社百合姫コミックス[]（日語）
- 《不自由的世界》作者的X（前Twitter）（日語）